# インベカヲリ★
インベカヲリ★（いんべ かをり、1980年 - ）は、日本の写真家、文筆家。東京都出身。別名義忌部カヲリ。
短大卒業後、編集プロダクションに勤務するも8ヶ月ほどで退職し、独学で写真を始める。2000年頃から市井に生きる女性の人生を聞き取りしながらのポートレイトを撮り続けている。アルバイト、映像制作会社勤務を経て2006年よりフリーとして活動。ライターとしては「新潮45」などに執筆をしており、2018年東海道新幹線車内殺傷事件のルポ『家族不適応殺』で大宅壮一ノンフィクション賞候補にあがった。

## 受賞・候補歴
- 2005年　日本広告写真協会/APA公募展
- 2005年　エプソン・カラーイメージングコンテスト
- 2008年　ニコンサロン三木淳賞受賞奨励賞[3]
- 2013年　第一写真集『やっぱ月帰るわ、私。』で第39回木村伊兵衛写真賞候補[4]
- 2018年　第43回伊奈信男賞[3]
- 2019年　日本写真協会新人賞[3]
- 2022年　『家族不適応殺　新幹線無差別殺傷犯、小島一朗の実像』で第53回大宅壮一ノンフィクション賞候補[2]

## 展示歴
- 2007年　「倫理社会」個展（新宿ニコンサロン）
- 2008年　「倫理社会」グループ展（大阪ニコンサロン）
- 2008年　「Vice photo show」グループ展（ロサンゼルス）
- 2008年　「ARTZ 21 ~FANTASIA EROTICA JAPONESA~」出展
- 2009年　「三木淳賞受賞作品展」グループ展（新宿・大阪ニコンサロンbis）
- 2009年　「Beau・ti・fied Ta・boo 2」出展（六本木スーパーデラックス）
- 2010年　「クロッシング・カオス1999-2009」グループ展（銀座・大阪ニコンサロン）
- 2010年　「Seoul Photo 2010」出展（韓国ソウル）
- 2010年　「東川町国際写真フェスティバル」出展（北海道）
- 2011年　「Mauvais Genre」グループ展（香港）
- 2011年　香港のアートフェアに出展
- 2011年　「狼狽　from EAST」山田はるか企画グループ展（大阪・浜崎健立現代美術館）
- 2012～2013年　「Suburbia,Kigurumi,Hikikomori」個展（イタリア・ミラノ）
- 2013年　「シブカル祭」出展（渋谷PARCO）
- 2013年　「やっぱ月帰るわ、私。」個展（新宿ニコンサロン、テルメギャラリー、M2 gallery

## 写真集
- 『やっぱ月帰るわ、私。』 赤々舎、2013年
- 『理想の猫じゃない』 赤々舎、2018年

## 単行本
- 「ノーモア立川明日香」 （三空出版 2013年10月発行）　共著/小川善照 インベカヲリ★
- 「取り扱い注意な女たち」 （あおば出版 2006年8月発行）　共著/インベカヲリ★ 出町つかさ
- 「溜息に似た言葉」岩松了 （ポット出版 2009年9月発行）　写真/インベカヲリ★ 中村紋子 高橋宗正 土屋文護
- 『家族不適応殺 新幹線無差別殺傷犯、小島一朗の実像』（KADOKAWA 2021年9月発行）
- 「『死刑になりたくて、他人を殺しました』 無差別殺傷犯の論理」（イースト・プレス 2022年5月発行）
- 「私の顔は誰も知らない」（人々舎 2022年5月発行）　写真／インベカヲリ★

## テレビ出演
- NONFIX （フジテレビ、2014年11月20日）[5][6]

## その他
- ニッポンの年中行事
- 東京不思議迷子
- 舞姫爛漫